# Mona Pivniceru
Mona-Maria Pivniceru (ur. 9 września 1958 w Huși) – rumuńska prawniczka i nauczycielka akademicka, w latach 2012–2013 minister sprawiedliwości, sędzia Trybunału Konstytucyjnego.

## Życiorys
W 1982 ukończyła studia na wydziale prawa Uniwersytetu Aleksandra Jana Cuzy w Jassach. Doktoryzowała się z prawa na tej samej uczelni w 1999 (ze specjalnością w zakresie międzynarodowego prawa publicznego) oraz w 2008 na Uniwersytecie Bukareszteńskim (ze specjalnością w zakresie prawa cywilnego). Od 1982 praktykowała jako adwokat w Vaslui. W 1991 otrzymała nominację sędziowską, do 2009 orzekała w sądach różnego szczebla w Jassach. Podjęła także pracę jako nauczycielka akademicka na macierzystej uczelni, jest autorką licznych prawniczych publikacji naukowych. Działaczka rumuńskiego zrzeszenia sędziów Asociația Magistraților din România. Była wiceprzewodniczącą (2005–2008) i przewodniczącą (2008–2010) tej organizacji.
W 2010 zaczęła orzekać w Wysokim Trybunale Kasacyjnym i Sprawiedliwości. W 2011 wybrana w skład Najwyższej Rady Sądownictwa. Od sierpnia 2012 do marca 2013 sprawowała urząd ministra sprawiedliwości w pierwszym i drugim rządzie Victora Ponty. W 2013 Senat powołał ją w skład Trybunału Konstytucyjnego na dziewięcioletnią kadencję.

## Odznaczenia
- Order Narodowy Zasługi III klasy[1]